# John I. Thornycroft & Company
John I. Thornycroft & Company Limited, conocida simplemente como Thornycroft era una empresa de construcción naval británica iniciada por John Isaac Thornycroft en el siglo XIX.

## Historia
El joven Thornycroft de 16 de edad, asistido únicamente por su hermana menor, comenzó a construir su primera pequeña lancha de vapor en 1859 en el jardín trasero de su padre en Chiswick en el río Támesis. Regresó de un viaje de aprendizaje en Glasgow en 1864 y comenzó a construir más barcos de vapor.
Thornycroft comenzó la construcción naval en cuando adquirió una parcela de tierra a la Iglesia de Wharf en Chiswick, en 1866, que se convirtió en el núcleo del astillero. Allí, fue construido en primer lugar lo que sería un torpedero, el Rap para la armada  Noruega en 1873. Este fue seguido por el HMS Lightning para la Armada Real en 1877.
En junio de 1904 la empresa tomó la decisión de trasladarse a Woolston, Hampshire, donde adquirió el astillero de propiedad de la Mordey, Carney & Company.  El antiguo astillero en Chiswick se cerró en agosto de 1909.  El primer barco construido por Thornycrofts para la Royal Navy en el astillero de Woolston fue el destructor clase Tribal HMS Tartar., botado en junio de 1907.
John Isaac Thornycroft murió en junio de 1928, aunque el papel como presidente de la compañía había sido tomada por su hijo, John Edward Thornycroft en 1908, en julio de 1960 el hijo de éste, John Ward Thornycroft, a su vez reemplazó a su padre.
Thornycroft unió sus fuerzas en 1966 con Vosper & Co. (del grupo de David Brown) para formar una organización, si bien la concentración anterior para crear Vosper Thornycroft tuvo lugar en junio de 1970. La empresa ahora cotiza como Grupo VT.

## Clases de la Marina Real construidos por Thornycroft
El astillero de VT Group en Woolston, es la sede de construcción naval Thornycroft desde 1906
- Destructor de la clase D (1913)
- Barcos a motor costeros
- Thornycroft Clases V y W
- destructor Tipo IV de clase Hunt
- Lancha de asalto anfibia